# FC 1905 München
FC 1905 München was een Duitse voetbalclub uit München.

## Geschiedenis
De club ontstond in 1933 door een fusie tussen Deutscher SV München en FC Teutonia München en nam de naam 1. FC München aan. DSV München was in 1923 ontstaan toen de voetbalafdeling van MTV 1879 München zich van de club afsplitste. FC Teutonia werd in 1905 opgericht. Beide clubs speelden in de hoogste klasse maar waren niet opgewassen tegen grootmachten FC Bayern München, TSV 1860 München en FC Wacker München. Het was de bedoeling om een topclub te worden in de nieuwe Gauliga Bayern, wat echter mislukte. De club degradeerde al na één seizoen. De club kon wel meteen terugpromoveren en nam dan de naam FC 1905 München aan, maar werd opnieuw laatste.
In 1937 werd de fusie ongedaan gemaakt.